# Osnovna šola Antona Tomaža Linharta Radovljica
Osnovna šola Antona Tomaža Linharta je osnovna šola v Sloveniji v mestu Radovljica. Šola ima dve podružnični šoli: podružnično šolo Mošnje in podružnično šolo Ljubno.
Ravnatelj je Boris Mohorič.
ravnatelj je Boris Mohorič.